# Sankt Wolfgang im Salzkammergut
Sankt Wolfgang im Salzkammergut is een gemeente in de Oostenrijkse deelstaat Opper-Oostenrijk, gelegen aan de Wolfgangsee in het district Gmunden (GM). De gemeente heeft ongeveer 2800 inwoners.
In het schilderachtige dorpje staat een laatgotische bedevaartkerk, waarvan de bouw begon in 1430 en 47 jaar later, in 1477, werd voltooid. In de kerk is een hoogaltaar van Michael Pacher.
Het hotel "Im weißen Rössl" is wereldberoemd, doordat er een operette is vervaardigd met de titel Im weißen Rößl (1930), met muziek van Ralph Benatzky. Eerder verbleef keizer Frans Jozef I van Oostenrijk hier regelmatig. In de jaren 60 werd er een romantische film opgenomen met de Oostenrijkse acteur-zanger Peter Alexander. Als tegenpool staat in Sankt Wolfgang ook het hotel "Im schwarzen Rössl".

## Geografie
Sankt Wolfgang im Salzkammergut heeft een oppervlakte van 57 km². Het ligt in het centrum van het land. De gemeente ligt in het zuiden van de deelstaat Opper-Oostenrijk, niet ver van de deelstaten Stiermarken en Salzburg.

## Galerij

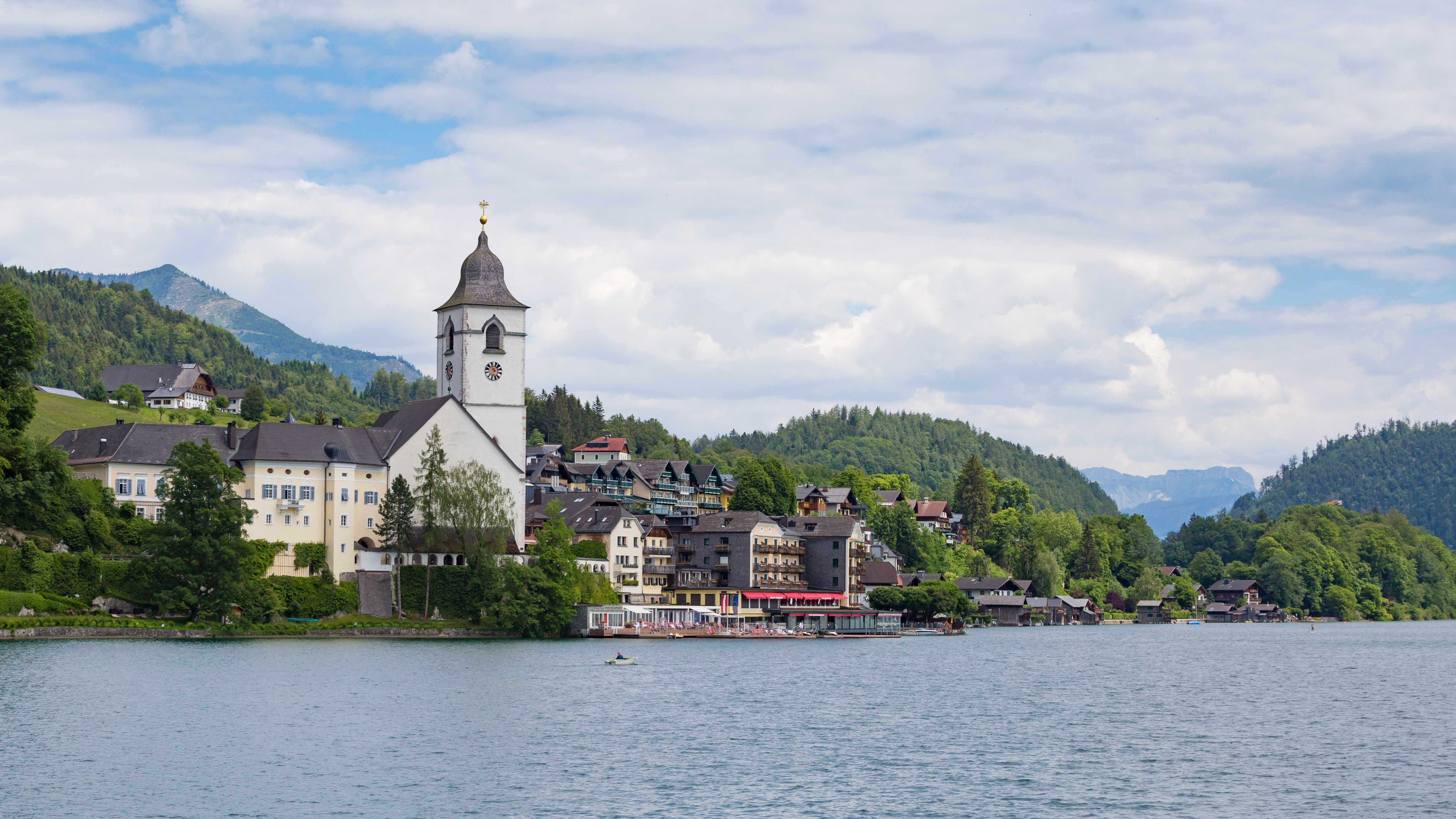
Sankt Wolfgang im Salzkammergut
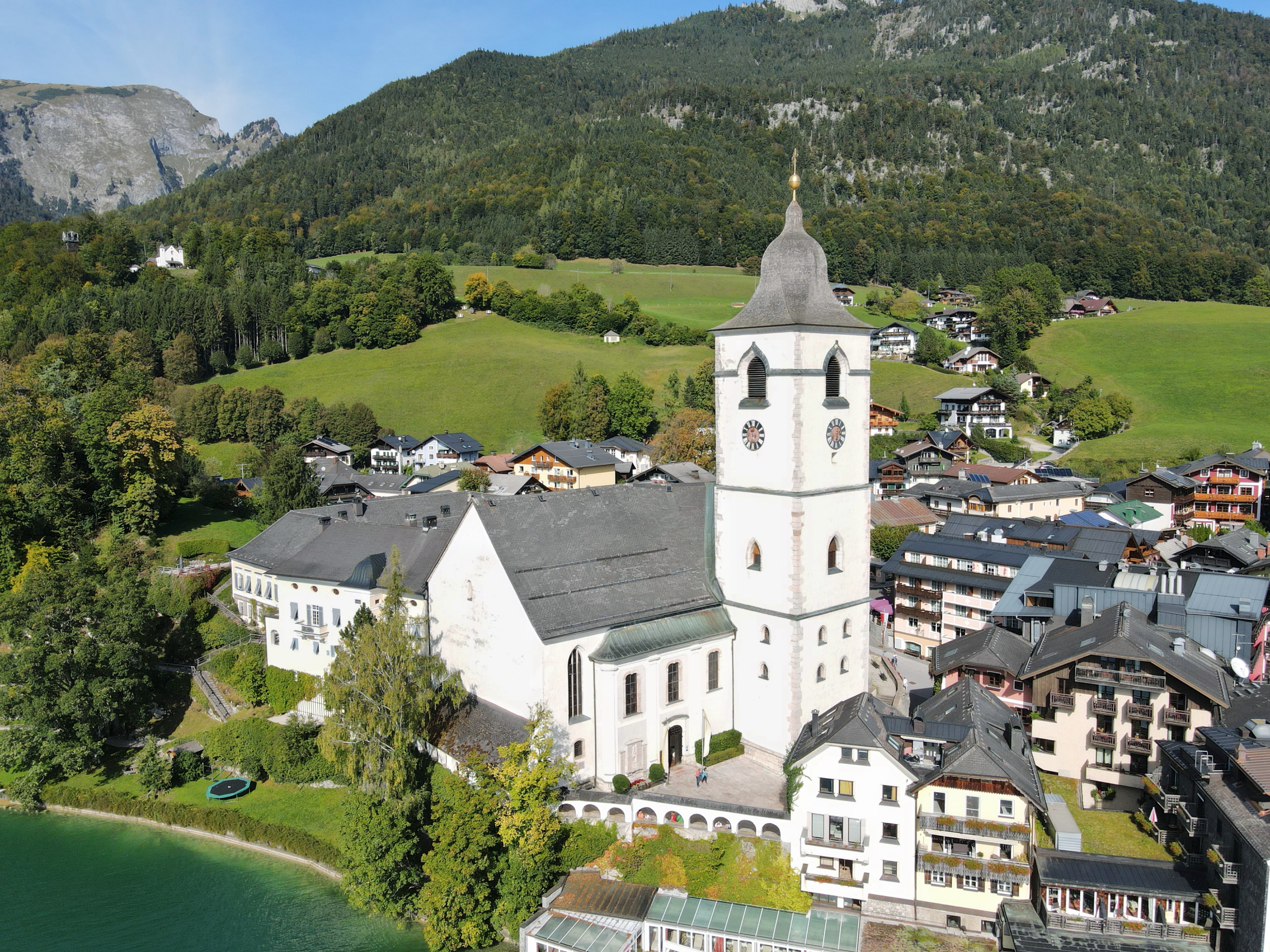
Kerk
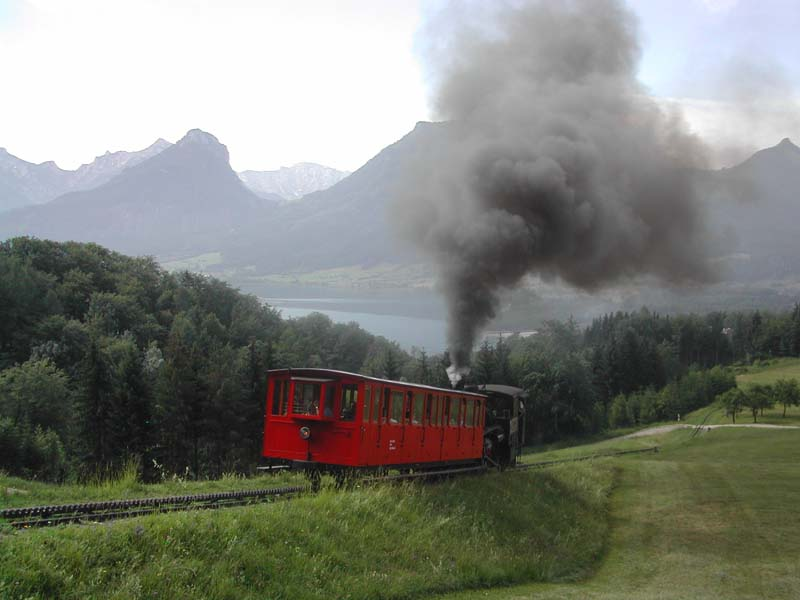
Tandradbaan langs de Schafberg
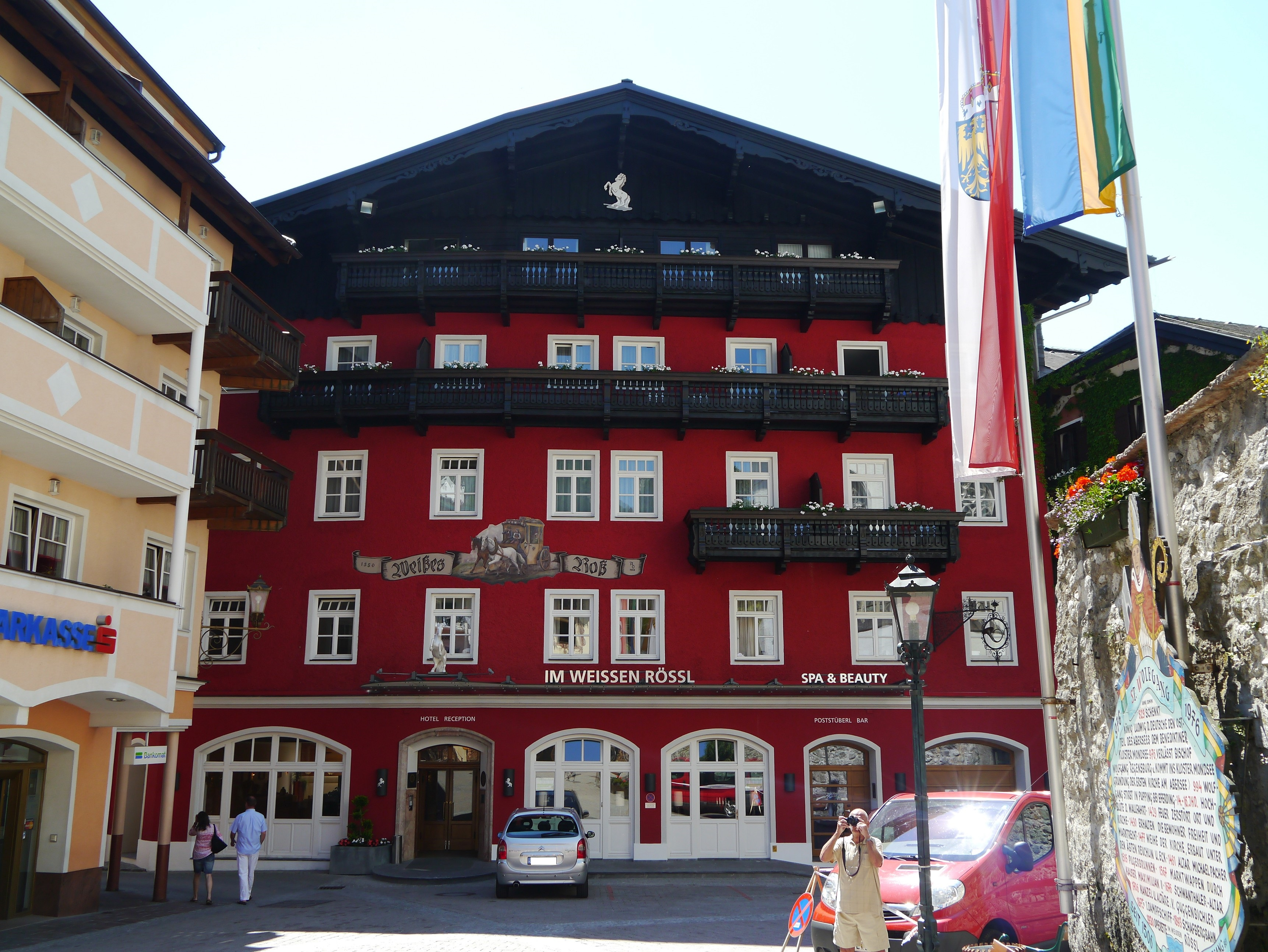
Im weißen Rössl

Altmünster · Bad Goisern am Hallstättersee · Bad Ischl · Ebensee am Traunsee · Gmunden · Gosau · Grünau im Almtal · Gschwandt · Hallstatt · Kirchham · Laakirchen · Obertraun · Ohlsdorf · Pinsdorf · Roitham am Traunfall · St. Konrad · St. Wolfgang im Salzkammergut · Scharnstein · Traunkirchen · Vorchdorf
- Gemeinsame Normdatei: 4051632-5
- Library of Congress Control Number: n83180886
- MusicBrainz: adec5f7d-efb6-41de-abeb-fb5dd7ffce98
- Nationale Bibliotheek van Tsjechië: ge423488
- Nationale Bibliotheek van Israël: 987007559970705171
- Virtual International Authority File: 234587037